# Sante Gaiardoni
Sante Gaiardoni, per l'anagrafe Sante Giovanni Gaiardoni (Villafranca di Verona, 29 giugno 1939 – Motta Visconti, 30 novembre 2023), è stato un pistard e ciclista su strada italiano, medaglia d'oro a Roma 1960 nel chilometro da fermo e nella velocità, specialità in cui fu anche campione mondiale nel 1960 tra i dilettanti e nel 1963 tra i professionisti.

## Carriera

### Dilettante

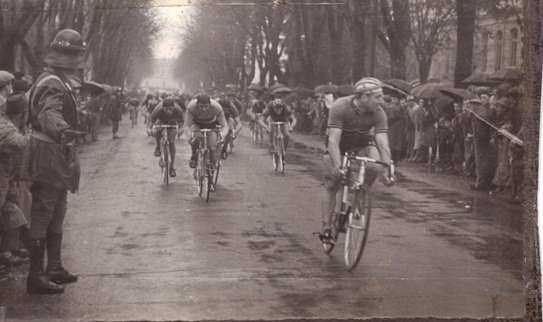
Sante Gaiardoni vittorioso alla Milano-Busseto del 1959

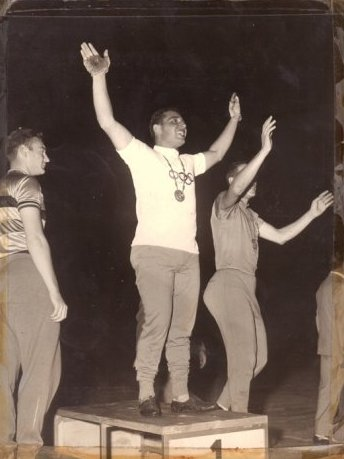
Sante Gaiardoni sul gradino più alto del podio ai Giochi olimpici di Roma 1960

Gaiardoni si afferma inizialmente nel tandem, specialità in cui vince il campionato italiano sia nel 1957, in coppia con Sergio Bianchetto che nel 1958, con Giacomo Zanetti. Contemporaneamente e sino al 1960, vince alcuni Gran Premi sulle principali piste europee. 
Nella specialità della velocità sembra chiuso da Valentino Gasparella che, ai mondiali del 1958 a Parigi e a quelli del 1959 ad Amsterdam, lo batte in finale e si deve accontentare della medaglia d'argento. Gaiardoni, comunque, si consola vincendo la Milano-Busseto su strada del 1959.
Il cambio della guardia, nelle gerarchie della pista, avviene in occasione dei Giochi del Mediterraneo di Beirut (ottobre 1959), dove Gaiardoni si aggiudica la medaglia d'oro sia nella velocità e sia nel chilometro a cronometro, battendo in entrambi i casi Gasparella.
Nel 1960, il veronese si presenta in forma smagliante a tutti gli appuntamenti importanti e non ce n'è per nessuno. Il 30 luglio, al nuovo Velodromo Olimpico di Roma, batte il record mondiale di velocità dilettanti sui 200 m. lanciati con il tempo di 11". 
In agosto, a Lipsia si afferma come campione del mondo della velocità, battendo il belga Leo Sterckx in due prove rispettivamente con il tempo di 11"2 e di 11"3. 
Pochi giorni dopo, ai Giochi della XVII Olimpiade di Roma, ottiene l'alloro olimpico nella velocità, battendo in semifinale lo scorretto australiano Ron Baensch (che lo fa cadere nella prima manche) e in finale ancora il belga Sterckx. Si afferma anche nel chilometro a cronometro, stabilendo il record mondiale con 1'07"27, alla media di 53,493 km/h. 
In settembre, reduce dai postumi di un incidente stradale in allenamento, conquista comunque la sua terza maglia tricolore nel tandem, in coppia con Zanetti.

### Professionista

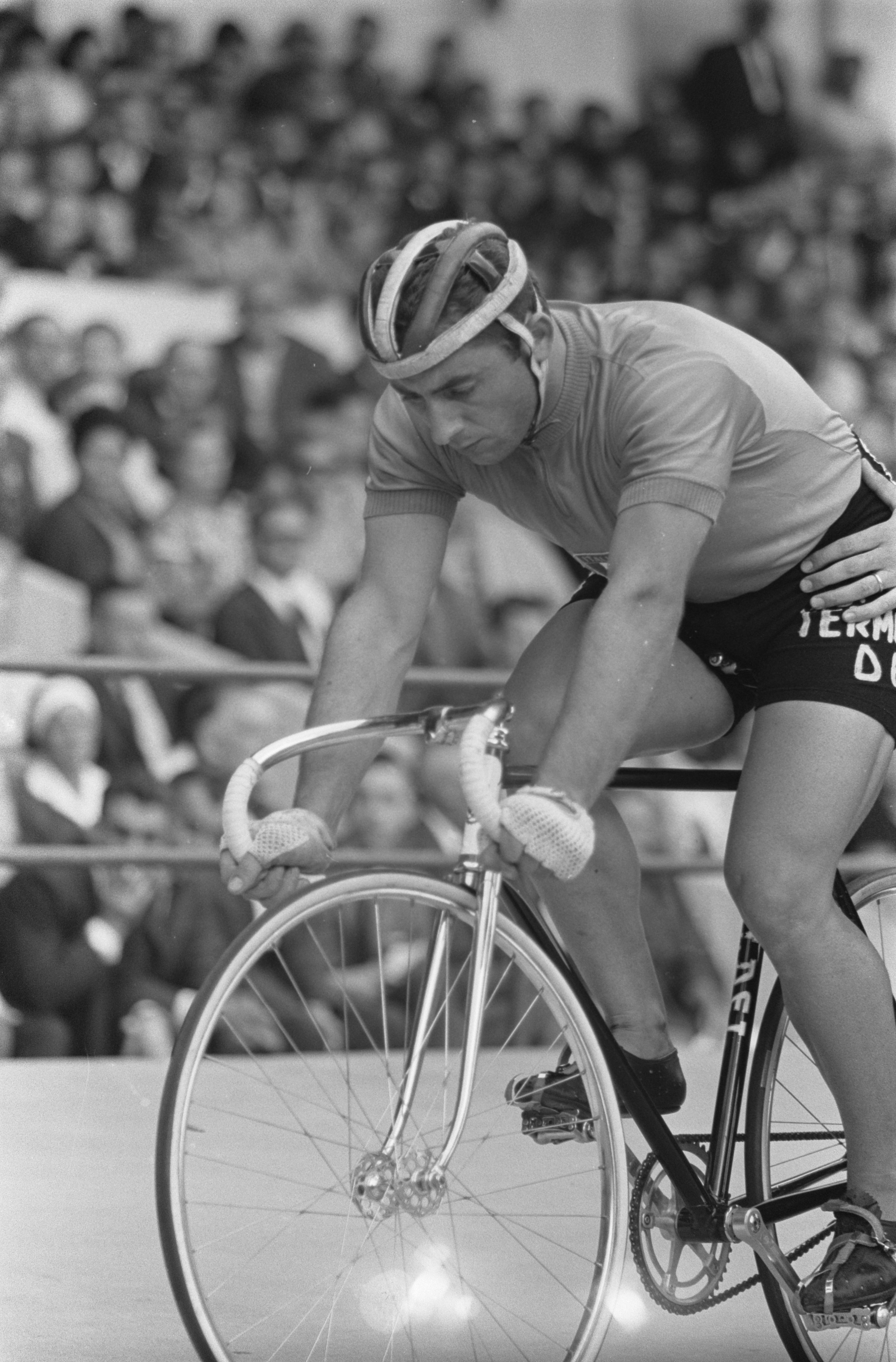
Sante Gaiardoni nel 1963 a Rocourt

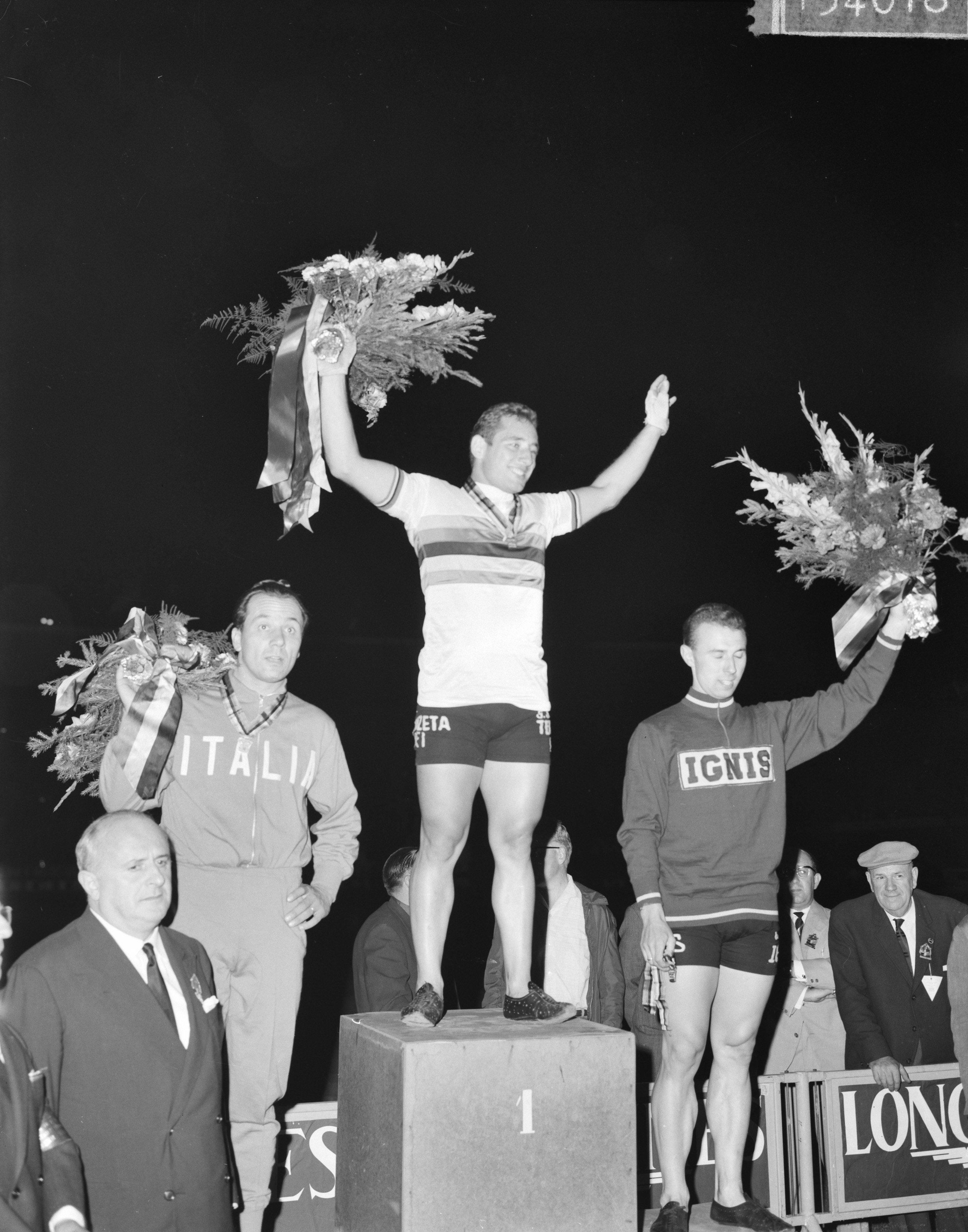
Gaiardoni vince il titolo mondiale della velocità professionisti. Alla sua destra il grande sconfitto Antonio Maspes

Passato professionista dopo le Olimpiadi, Gaiardoni si trova di fronte il fuoriclasse Antonio Maspes, proiettato ad almeno eguagliare il record di titoli mondiali della velocità detenuto dal belga Jef Scherens. La rivalità tra i due è ben presto paragonata a quella di alcuni anni prima, nelle corse su strada, tra Coppi e Bartali. 
Nel 1961, Maspes lo batte in finale ai Campionati italiani. Ai "mondiali", un emozionatissimo Gaiardoni non va oltre i "recuperi". 
L'anno successivo, Gaiardoni deve accontentarsi della medaglia d'argento dietro al milanese sia ai Campionati del mondo, disputati al velodromo Vigorelli, sia ai Campionati italiani. 
Nel 1963, sulla pista di Rocourt, invece, è proprio Gaiardoni a sconfiggere il rivale, aggiudicandosi la maglia iridata. Magra consolazione per Maspes la vittoria ai Campionati nazionali, battendo in finale sempre il veronese.
Il 1964 inizia con un grave incidente casalingo che sembra pregiudicare la carriera del campione del mondo in carica. Torna in pista e, proprio al Vigorelli, batte Maspes in finale ai Campionati italiani, aggiudicandosi la maglia tricolore dei professionisti. Pochi giorni dopo, però, Gaiardoni è ricoverato nuovamente in ospedale per uno shock anafilattico. Al suo rientro, probabilmente, non è in gran forma per difendere la sua maglia iridata a Parigi. Viene eliminato nei quarti di finale dall'australiano Baensch, che poi perderà in finale da Maspes, il quale raggiungerà finalmente il record di sette titoli mondiali vinti.
L'anno dopo, sul velodromo casalingo del Vigorelli, il milanese batte nuovamente Gaiardoni nella finale del Campionato italiano. Ai Campionati del mondo di San Sebastián Gaiardoni, nei quarti di finale, ritrova lo scorretto Baensch. Vince facilmente la prima prova. Poi perde la seconda, facendosi sorprendere dall'australiano e non riuscendo a rimontarlo. Non completa la terza, reclamando per una presunta scorrettezza dell'avversario ma la giuria non ne tiene conto, sancendone l'eliminazione.
Gaiardoni vince la medaglia di bronzo nel Campionato del mondo del 1966 dopo aver perso la semifinale ancora dall'australiano Ron Baensch. Baensch, infatti, l'aveva più volte colpito durante la prima prova e la giuria lo aveva squalificato, assegnando la vittoria a Gaiardoni. Al ripetersi delle scorrettezze, Gaiardoni alza il braccio in segno di reclamo, durante la seconda prova. Stavolta però la giuria non gli dà ragione. Innervosito da tale vicenda, Gaiardoni perde di stretta misura la "bella". Vince comunque in sole due prove la finale per il terzo posto, sul belga Joseph De Bakker.
Nel 1967 e nel 1968, nuovamente tra le polemiche, Gaiardoni non è inserito dal commissario tecnico Guido Costa nella terna dei rappresentanti della squadra azzurra ai mondiali. Ai Campionati del mondo del 1969 è ancora medaglia di bronzo, mentre il suo canto del cigno è il secondo posto nel 1970 a Leicester battuto dal semisconosciuto australiano Gordon Johnson, alla sua prima vittoria da professionista. 
Le sue ultime medaglie ai Campionati italiani sono stati i bronzi del 1966 e del 1969 e l'argento del 1970, dietro a Giordano Turrini. Dopo l'ennesimo infortunio in allenamento, si ritira nel 1971.

## Dopo il ritiro
Gaiardoni ha sposato la cantante Elsa Quarta. Trasferitosi a Milano, ha aperto un negozio di biciclette in via Giambellino denominato "Bici Gaiardoni", punto di riferimento dei milanesi appassionati di ciclismo. Ha tentato anche la carriera politica, candidandosi a sindaco con una propria lista nel maggio 2006. Le elezioni hanno poi visto il successo di Letizia Moratti.
Nel 2010, con il giornalista Francesco Lodi, ha scritto un libro intitolato "Quando la Rabbia si trasforma in Vittoria", che racconta la sua vita da quando era un bambino fino alla vittoria delle Olimpiadi di Roma 1960.

## Palmarès

### Pista
- 1958

Campionati italiani, Tandem Dilettanti (Sergio Bianchetto)
- 1959

Campionati italiani, Tandem Dilettanti (Giacomo Zanetti)
- 1960

Giochi Olimpici, Velocità
Giochi Olimpici, Chilometro da fermo
Campionati del mondo, Velocità Dilettanti
Campionati italiani, Tandem Dilettanti (Giacomo Zanetti)
- 1962

Campionati europei, Velocità
- 1963

Campionati del mondo, Velocità
- 1964

Campionati europei, Velocità

### Strada
- 1959

Milano-Busseto

## Piazzamenti

### Competizioni mondiali
- Campionati del mondo su pista

Parigi 1958 - Velocità Dilettanti: 2º
Amsterdam 1959 - Velocità Dilettanti: 2º
Lipsia 1960 - Velocità Dilettanti: vincitore
Milano 1962 - Velocità: 2º
Rocourt 1963 - Velocità: vincitore
Francoforte 1966 - Velocità: 3º
Brno 1969 - Velocità: 3º
Leicester 1970 - Velocità: 2º
- Giochi olimpici

Roma 1960 - Velocità: vincitore
Roma 1960 - Km da fermo: vincitore

## Riconoscimenti
- Premio Dentro Milano 20 anni nel 2010[26]
- Nel maggio 2015, una targa a lui dedicata fu inserita nella Walk of Fame dello sport italiano a Roma, riservata agli ex-atleti italiani che si sono distinti in campo internazionale.[27][28]